# 平昌站 (韓國)
平昌站（：／ Pyeongchang yeok */?）是一個位於大韓民國江原道平昌郡龍坪面，屬於京江線的鐵路車站。2017年12月22日開通。

## 歷史
- 2017年12月22日：通車。

## 相鄰車站
韓國鐵道公社
京江線
屯內－平昌－珍富